# Mama Said Knock You Out
Mama Said Knock You Out – czwarty solowy album amerykańskiego rapera o pseudonimie LL Cool J. Ukazał się 27 sierpnia 1990 nakładem wytwórni Def Jam Recordings. Za muzykę na krążku w całości odpowiada Marley Marl.

## Lista utworów
| #  | Tytuł                                        | Gościnnie               | Czas | Sample |
| -- | -------------------------------------------- | ----------------------- | ---- | --- |
| 1  | "The Boomin' System"                         |                         | 3:43 | James Brown - "Funky Drummer" En Vogoe - "Hold On" |
| 2  | "Around The Way Girl"                        |                         | 4:08 | - Mary Jane Girls - "All Night Long" - Keni Burke - "Risin' to the Top" - the Honey Drippers - "Impeach The President"                                                                                         |
| 3  | "Eat 'em Up, L Chill"                        |                         | 4:39 | - George Clinton - "Atomic Dog" - Five Stairsteps - "Don't Change Your Love" |
| 4  | "Mr. Good Bar"                               |                         | 3:44 | - All The People - "Cramp Your Style" - James Brown – "Get Up, Get Into It, Get Involved" - ESG - "UFO" |
| 5  | "Murdergram (Live at Rapmania)"              |                         | 3:56 | - James Brown – "My Thang", "Earth, Wind & Fire's" - James Brown – "Moment of Truth" - ESG - "UFO" |
| 6  | "Cheesy Rat Blues"                           |                         | 5:09 | |
| 7  | "Farmers Blvd. (Our Anthem)"                 | Big Money Bomb Grip HIC | 4:28 | - Willie Hutch – "Brothers Gonna Work it Out", - Willie Hutch – "Mack Man" - Barry White – "I’m Gonna Love You Just A Little More, Babe" - Billy Preston – "I Wrote A Simple Song"                             |
| 8  | "Mama Said Knock You Out"                    |                         | 4:52 | - James Brown – "Funky Drummer" - the Chicago Gangsters – "Gangster Boogie" - Sly and the Family Stone – "Trip to Your Heart" - Sly and the Family Stone – "Sing a Simple Song" - LL Cool J – "Rock the Bells" |
| 9  | "Milky Cereal"                               |                         | 3:56 | |
| 10 | "Jingling Baby (Remixed but Still Jingling)" |                         | 4:59 | |
| 11 | "To da Break of Dawn"                        |                         | 4:34 | - James Brown – "Funky President" - Maceo & All the King’s Men – "Got to Getcha" - Pleasure - "Joyous" |
| 12 | "6 Minutes of Pleasure"                      |                         | 4:35 | James Brown - "Funky President" The Honeydrippers - "Impeach The President" The Soul Reachers - "Ashley's Roachlip" Isaac Hayes - "Ike's Mood I" Doug E.Fresh & Slick Rick - "The Show"                        |
| 13 | "Illegal Search"                             |                         | 4:34 | - James Brown – "Mind Power" - Rufus Thomas - "The Breakdown Pt. I & II" |
| 14 | "The Power of God"                           |                         | 4:19 | |